# 日甘斯克

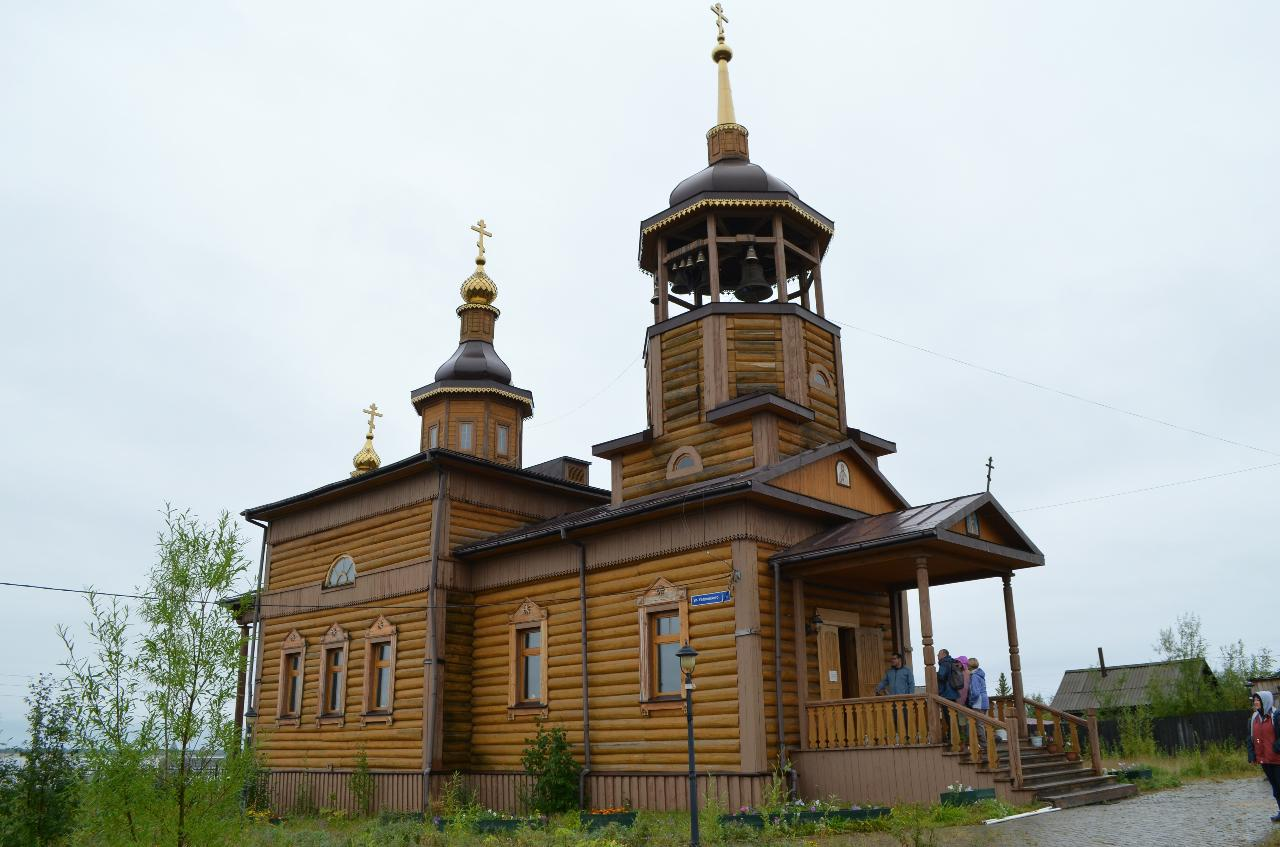
日甘斯克

日甘斯克（俄语：Жига́нск）是俄罗斯的村，位于勒拿河左岸，距离该共和国首府雅库茨克约600公里，由萨哈共和国的日甘斯克区负责管辖，始建于1632年，1783年成为村，海拔高度60米，2010年人口为3,420人。